# Kelsey Grammer
Allen Kelsey Grammer (Charlotte Amalie, Sint Thomas (Maagdeneilanden), 21 februari 1955) is een Amerikaans acteur, producent en schrijver. Hij is onder meer bekend van zijn rol als psychiater dr. Frasier Crane in de sitcom Cheers en de spin-off Frasier. 

## Biografie
Het personage Frasier heeft hij bijna 20 jaar gespeeld. Ook speelde hij als nieuwsverslaggever van Top Story in de film 15 Minutes.
In 2006 was hij te zien in X-Men: The Last Stand, de derde film over de X-Men. Hij speelde hier de rol van dr. Henry "Hank" McCoy, alias Beast. Later speelde hij deze rol ook in de film X-Men: Days of Future Past (2014) en de post-credit scene van de film The Marvels (2023). Sinds september 2007 speelt hij de rol van Chuck Darling in de nieuwe reeks Back to You.
Begin juni 2008 kreeg Grammer een hartaanval tijdens een vakantie op het eiland Hawaï. Zijn autobiografie So Far werd in 1995 gepubliceerd.
Grammer heeft zijn stem geleend aan het personage Stinky Pete in de film Toy Story 2, het vervolg op de populaire animatiefilm Toy Story van Pixar Animation Studios. Ook levert hij de stem van Sideshow Bob in The Simpsons en die van Vladimir uit de film Anastasia van Dreamworks.

### Privéleven
Kelsey Grammer heeft uit diverse relaties en huwelijken zeven kinderen. Zijn eerste vrouw was Doreen Alderman (30 mei 1982 - 1990). Aldermann was een achtergronddanseres in Steve Martins Saturday Night Live (1975). Hun dochter Spencer Karen Grammer, geboren op 9 oktober 1983, is actrice in onder andere de serie Greek. Ze is vernoemd naar haar tante Karen, zus van Grammer, die verkracht en vermoord is.
Zijn tweede vrouw was Leigh-Anne Csuhany (11 september 1992 - 1993). 
Zijn derde vrouw was Camille Donatacci (2 augustus 1997 - 10 februari 2011), voormalig MTV-danseres en Playboymodel. De twee kinderen uit dit huwelijk zijn via een draagmoeder geboren. Verder heeft hij nog een dochter met Barrie Buckner.
Zijn vierde en huidige vrouw is Kayte Walsh (25 februari 2011 - heden). Zij is geboren in 1981 en dus jaren jonger dan Grammer. Kayte is een voormalig stewardess bij Virgin Airways. Op 25 februari 2011 trouwde het paar. Het was het vierde huwelijk voor Grammer en het eerste voor Walsh. Walsh is de dochter van Engels voormalig voetballer Alan Walsh. Samen hebben ze drie kinderen.

## Prijzen
Vijf keer heeft Grammer de Emmy Awards gewonnen. Hij is daarmee de eerste acteur in de geschiedenis van de televisie die meerdere Emmynominaties ontving voor dezelfde rol in drie series. Hij kreeg twee nominaties voor zijn rol in Cheers als dr. Frasier Crane (1982), een andere voor zijn gastrol in Wings (1990), en negen (waarvan vier gewonnen) als 'Outstanding Actor' voor zijn bijdrage aan Frasier (1993).
Naast Emmy's kreeg Grammer drie Golden Globe Awards, twee keer The Comedy Awards en een People's Choice Award voor zijn oeuvre.
- Bibsys: 4105303
- Biblioteca Nacional de España: XX1501052
- Bibliothèque nationale de France: cb14040941m (data)
- Catàleg d'autoritats de noms i títols de Catalunya: 981058518560106706
- Gemeinsame Normdatei: 119467127
- International Standard Name Identifier: 0000 0001 0901 5565
- Library of Congress Control Number: no95049089
- MusicBrainz: 10048cb0-3961-407d-8588-50fd75a01799
- Nationale Bibliotheek van Tsjechië: pna2006334502
- Nationale Bibliotheek van Israël: 987007430310705171
- Nationale Bibliotheek van Polen: a0000001679438
- Nederlandse Thesaurus van Auteursnamen: 165554916
- SNAC: w6zk6chx
- Système universitaire de documentation: 181026821
- Virtual International Authority File: 52499748
- WorldCat: E39PBJgMyCKrhPdPBDxDGFVt8C